# マチカネジンタ
マチカネジンタ（欧字名:Machikane Jinta、1991年4月24日 - 不明）は、日本の競走馬。主な勝ち鞍に1994年のアラブ優駿。

## 経歴
- 特記事項なき場合、本節の出典はJBISサーチ[4]

1993年6月19日、京都競馬場1Rのアラ系3才未勝利（ダート1200m）でデビューし11着。2戦目の中京競馬場での未勝利戦（ダート1700m）でもデルタフォースの7着と勝ち上がることはできず、4歳を迎えてからも勝ち星はおろか、掲示板入りすら叶わなかった。1994年3月25日付けでJRAの競走馬登録を抹消され、中津競馬場の井上直生厩舎に転厩。
中津競馬場ではC級戦線に組み込まれた。1994年5月14日、転厩初戦となるアラ系一般では勝ち星こそ上げられなかったものの1馬身差の2着と善戦を繰り広げ、転厩2戦目のアラ系一般にて初勝利を飾った。その後もC級戦線にて勝ち星を増やしていき、1994年9月11日のアラブ優駿にて重賞初制覇を飾った。
その後もC級戦線で好成績を収めるも昇級戦においては実力を発揮できず、C級からB級の間を上下する競走人生を送った。管理する井上直生調教師が1998年9月20日を最後に引退することを受けて、同競馬場の杉本和之厩舎へ移籍とすることとなった。9歳を迎えて以降は勝利を挙げることはなく、2000年10月1日付で競走馬登録を抹消・引退した。
引退後は種牡馬には上がらず、消息不明となる。

## 血統表
| マチカネジンタの血統        | マチカネジンタの血統             | マチカネジンタの血統   | （血統表の出典）         | （血統表の出典）         |
| 父系                        | エルシド系（テディ系）           | エルシド系（テディ系） | エルシド系（テディ系）   | [ § 2 ]                  |
| 父 マツノテンザン 1979 栗毛 | 父の父*エルシド 1962 鹿毛        | Nithard                | Kesbeth                  | Kesbeth                  |
| 父 マツノテンザン 1979 栗毛 | 父の父*エルシド 1962 鹿毛        | Nithard                | Nitouche                 |                          |
| 父 マツノテンザン 1979 栗毛 | 父の父*エルシド 1962 鹿毛        | Farida IV              | サラ Elseneur            | サラ Elseneur            |
| 父 マツノテンザン 1979 栗毛 | 父の父*エルシド 1962 鹿毛        | Farida IV              | Lady Salmson             |                          |
| 父 マツノテンザン 1979 栗毛 | 父の母ミスシテイセキ 1966 鹿毛   | セイユウ               | サラ *ライジングフレーム | サラ *ライジングフレーム |
| 父 マツノテンザン 1979 栗毛 | 父の母ミスシテイセキ 1966 鹿毛   | セイユウ               | 弟猛                     |                          |
| 父 マツノテンザン 1979 栗毛 | 父の母ミスシテイセキ 1966 鹿毛   | ダイサンミヤビ         | サラ トシシロ            | サラ トシシロ            |
| 父 マツノテンザン 1979 栗毛 | 父の母ミスシテイセキ 1966 鹿毛   | ダイサンミヤビ         | 奥藤                     |                          |
| 母 エビスニセイ 1978 鹿毛   | 母の父センジユ 1956 鹿毛         | 方景                   | サラ *アスフオード       | サラ *アスフオード       |
| 母 エビスニセイ 1978 鹿毛   | 母の父センジユ 1956 鹿毛         | 方景                   | 影英                     |                          |
| 母 エビスニセイ 1978 鹿毛   | 母の父センジユ 1956 鹿毛         | イースタン             | *バラツケー              | *バラツケー              |
| 母 エビスニセイ 1978 鹿毛   | 母の父センジユ 1956 鹿毛         | イースタン             | 梅橋                     |                          |
| 母 エビスニセイ 1978 鹿毛   | 母の母ダイニエビスフミ 1961 栗毛 | サラ *ブリツカバツク   | War Admiral              | War Admiral              |
| 母 エビスニセイ 1978 鹿毛   | 母の母ダイニエビスフミ 1961 栗毛 | サラ *ブリツカバツク   | Bloodroot                |                          |
| 母 エビスニセイ 1978 鹿毛   | 母の母ダイニエビスフミ 1961 栗毛 | ゲンシユウ             | サラ 崇優                | サラ 崇優                |
| 母 エビスニセイ 1978 鹿毛   | 母の母ダイニエビスフミ 1961 栗毛 | ゲンシユウ             | アラ 武霞                |                          |
| 母系(F-No.)                 | 種影(USA)系(FN:不明)             | 種影(USA)系(FN:不明)   | 種影(USA)系(FN:不明)     | [ § 3 ]                  |
| 5代内の近親交配             | なし                             | なし                   | なし                     | [ § 4 ]                  |
| 出典                        | 1. 2. 3. 4.                      | 1. 2. 3. 4.            | 1. 2. 3. 4.              | 1. 2. 3. 4.              |

- 半弟にフクパーク記念2着のブラザージン（1994年産、父トライバルセンプー）、半妹に人麿特別を制したテンテンアロー（1995年産、父ミスタージヨージ）がいる。
- 近親には重賞2勝のトウホクシルバー（ビクトリーカップ、日高賞）がいる。